# Kai Krämer
Kai Krämer (* 4. Juli 1966) ist ein ehemaliger deutscher Fußballspieler.

## Karriere
Kai Krämer war unter anderem für die Amateure des 1. FC Kaiserslautern aktiv und bestritt am 13. Spieltag der Saison 1990/91 gegen Fortuna Düsseldorf (0:0) sein einziges Bundesligaspiel für die Profimannschaft, als ihn Trainer Karl-Heinz Feldkamp in der 63. Minute für Bruno Labbadia einwechselte. Auch im Pokal absolvierte er ein Spiel für den FCK (1:2 am 3. November 1990 in der 2. Runde gegen den 1. FC Köln). Nach der Saison, die mit dem Gewinn der Deutschen Meisterschaft für den FCK endete, verließ Krämer den Verein.
Kai Krämer ist für die FCK-Traditionself aktiv.